# Gorno Kamartsi
Gorno Kamartsi (Bulgaars: Горно Камарци) is een dorp in het westen van Bulgarije. Het dorp is gelegen in de gemeente Gorna Malina in de oblast Sofia. Het dorp ligt hemelsbreed 40 kilometer ten oosten van Sofia.

## Bevolking
Op 31 december 2019 telde het dorp 322 inwoners, een stijging vergeleken met het minimum van 214 personen in 2011. De grootste bevolkingsgroep in het dorp vormen de Roma, gevolgd door een grote minderheid van etnische Bulgaren.
|  |

| Etnische samenstelling van de respondenten (2011) | Etnische samenstelling van de respondenten (2011) | Etnische samenstelling van de respondenten (2011) | Etnische samenstelling van de respondenten (2011) | Etnische samenstelling van de respondenten (2011) |
| ------------------------------------------------- | ------------------------------------------------- | ------------------------------------------------- | ------------------------------------------------- | ------------------------------------------------- |
|                                                   |                                                   |                                                   |                                                   |                                                   |
| Bulgaren                                          | Bulgaren                                          |                                                   | 47,6%                                             | 47,6%                                             |
| Turken                                            | Turken                                            |                                                   | 0,0%                                              | 0,0%                                              |
| Roma                                              | Roma                                              |                                                   | 51,3%                                             | 51,3%                                             |
| Anders/Onbekend                                   | Anders/Onbekend                                   |                                                   | 1,1%                                              | 1,1%                                              |